# Marina de Vasconcelos
Marina Delamare São Paulo de Vasconcelos (Rio de Janeiro, 25 de março de 1912 — Rio de Janeiro,  12 de fevereiro de 1973) foi uma museóloga, antropóloga, socióloga e professora de letras brasileira.

## Vida pessoal
Nascida no Rio de Janeiro, filha de Aleixo de Vasconcelos e Dinorah Delamare São Paulo, sua mãe faleceu no parto do segundo filho, que também não sobreviveu. Seu pai, Aleixo, médico e pesquisador em Manguinhos, da equipe de Oswaldo Cruz, deixou a filha Marina aos cuidados dos avós, Aureliano Nóbrega de Vasconcelos e Francisca Vasconcelos. Ele casou-se novamente com Lina Pianucci Martinelli, com quem teve mais dois filhos.
Marina estudou no Colégio Jacobina e aos vinte anos ingressou na Faculdade de Direito da Universidade do Brasil.. Ainda na faculdade, casou-se com um colega, Antônio Andrade Pacheco, mas ele morreu ainda no primeiro ano de matrimônio. Em 1945, casaria-se novamente com Isacir Telles Ribeiro, capitão do Exército, de quem se separaria no início dos anos 1950

## Carreira acadêmica
Já formada em Direito, voltou à universidade, em 1936, para cursar História em uma das primeiras turmas da Universidade do Distrito Federal (UDF), extinta pelo Estado Novo, que transferiu professores e alunos para a recém-fundada Faculdade Nacional de Filosofia (FNFi) da Universidade do Brasil. Em 1938, ingressa no Curso de Museus do Museu Histórico Nacional (atual Escola de Museologia da UNIRIO), diplomando-se em 1939, ano em que atuou como professora assistente da Cadeira de Arqueologia do mesmo curso, orientada pelo Professor João Angyone Costa. Inspirada pelo trabalho de Arthur Ramos, o catedrático de Antropologia e Etnografia da FNFi, assumiu seu lugar com a morte precoce do mesmo em 1949, devido a um infarto.
No ano seguinte, Marina prestava concurso para livre-docente da cadeira e se tornava a primeira mulher a integrar o corpo docente do curso de Ciências Sociais da FNFi, além de ser única mulher a ocupar no curso uma cátedra. Trabalhou para a expansão e consolidação da ciência antropológica e para a formação de profissionais na área.
Marina foi uma das primeiras alunas inscritas no Curso de Aperfeiçoamento de Antropologia e Etnografia, no ano de 1940. Exerceu o cargo de vice-reitora da antiga Universidade do Brasil, atual Universidade Federal do Rio de Janeiro.
Empenhada na campanha por autonomia e prestígio da antropologia como ciência social, em 1953, Marina de Vasconcelos escreveu o trabalho intitulado "Relações da antropologia com a psicologia social", apresentado na 1ª Conferência de Psicologia em Curitiba, entre 1º e 8 de dezembro daquele ano. Nele, Marina mostrava que a antropologia, nascida dos estudos de anatomia e desenvolvida através de pesquisas paleontológicas, descobrira, enfim, seu objeto específico: o tratamento das manifestações culturais dos povos.

### Publicações
- 1949 -  Alguns movimentos contra-aculturativos do Nordeste (Tese de Livre Docência de Antropologia e Etnografia) - Faculdade Nacional de Filosofia, Universidade do Brasil, Rio de Janeiro.[1]

## Ditadura militar
Com a reforma universitária que ocorreu em 1967, já sob o regime de exceção, a Faculdade Nacional de Filosofia foi desmembrada em faculdades, escolas e institutos, criando-se ainda os departamentos dentro delas, ao mesmo tempo em que a cátedra e o sistema seriado de ensino eram extintos nas instituições do país. Assim, Marina se tornou a chefe de departamento de Ciências Sociais e uma das protagonistas nas criação do Instituto de Filosofia e Ciências Sociais, que abrigava os cursos de Ciências Sociais, História e Filosofia da recém-criada Universidade Federal do Rio de Janeiro.
Depois de assumir a direção do instituto, acabou atraindo a hostilidade dos setores de repressão do regime, fazendo-a se sobressair como guardiã da autonomia universitária nos anos de chumbo. Sofreu diversas ameaças de morte, de bombas, de invasões, enquanto tentava manter o ambiente universitário um espaço livre para a promoção do conhecimento, da liberdade e da autonomia. Seus posicionamentos, defendendo alunos e professores e diversas tribulações com o governo a fizeram sair da direção do instituto em 1969.
Cassada de seu cargo em abril de 1969, foi presa em junho de 1969, com a vinda da missão Rockefeller ao Brasil, mesmo sem estar relacionada aos movimentos de repressão da época. Ficou desaparecida por seis dias até ser localizada pelos próprios alunos, um deles sendo filho de um general. Sua saúde declinou daí em diante.

## Morte
Proibida de voltar à universidade, Marina morreu em 1973, vítima de um erro de anestesia, em uma cirurgia para corrigir um aneurisma cerebral em 12 de fevereiro de 1973.

## Reconhecimento
- 1960 - Em sua homenagem, a biblioteca do Centro de Filosofia e Ciências Humanas (CFCH), da Universidade Federal do Rio de Janeiro, recebeu seu nome.[5]